# Enrique García Martínez
Enrique García Martínez, meglio noto come Kike (Motilla del Palancar, 25 novembre 1989), è un calciatore spagnolo, attaccante dell'Espanyol.

## Carriera

### Murcia
Nato a Motilla del Palancar, nella provincia di Cuenca, García ha iniziato a giocare nelle squadre giovanili del Real Murcia all'età di 18 anni. Questo è avvenuto dopo aver trascorso un breve periodo con il CD Quintanar del Rey, una squadra locale. Ha fatto il suo debutto con la squadra riserva del Real Murcia nella stagione 2007-2008, partecipando al campionato di Tercera División.
Il 23 maggio 2009, García ha fatto il suo debutto come calciatore professionista. È entrato in campo come sostituto di Quique de Lucas durante una partita esterna contro il RC Celta de Vigo, che si è conclusa con un pareggio 2-2. Questa partita faceva parte del campionato della Segunda División. Circa un mese dopo, García ha segnato il suo primo gol professionistico, contribuendo alla vittoria casalinga del suo team per 2-1 contro l'UD Salamanca. Nel mese di novembre dello stesso anno, ha firmato un nuovo contratto della durata di tre anni, guadagnandosi un posto fisso nella squadra principale.
Nel settembre del 2011, García si è infortunato alla fibula. Sebbene inizialmente si prevedesse che sarebbe stato indisponibile per un mese, l'infortunio lo ha tenuto fuori dal campo per l'intera stagione. Ad ottobre dell'anno seguente, ha rinnovato il suo contratto con il Real Murcia, estendendolo fino al 2016.
Nel suo ultimo anno con i Pimentoneros, la stagione 2013-2014, García è stato il secondo miglior marcatore del campionato con 23 gol, aiutando la sua squadra a raggiungere i play-off per la promozione in La Liga. È stato inoltre eletto Giocatore del Mese di maggio.

### Middlesbrough
L'11 luglio 2014, García si unì alla squadra inglese Football League Championship del Middlesbrough, in un affare da €3,5 milioni (equivalenti a £2,7 milioni). Fu ingaggiato dal suo connazionale Aitor Karanka, che aveva precedentemente lavorato con lui a livello di giovanili internazionali, e fece il suo debutto ufficiale il 9 agosto, partendo titolare in casa contro il Birmingham City nella giornata inaugurale della stagione, segnando il secondo gol della sua squadra al 66º minuto per una vittoria casalinga per 2-0. Trovò nuovamente la rete nella sua seconda apparizione tre giorni dopo, sostituendo Adam Reach all'inizio del secondo tempo di un match della Football League Cup contro l'Oldham Athletic e segnando l'ultimo gol in una vittoria per 3-0.
García è entrato in campo al posto di Jelle Vossen all'86º minuto della partita del quarto turno della FA Cup di Middlesbrough contro i campioni in carica della Premier League, il Manchester City, il 24 gennaio 2015, e ha segnato il secondo gol in una vittoria per 2–0. Il 10 febbraio, ha segnato il gol vittoria all'88º minuto in una vittoria esterna per 2–1 contro il Blackpool, un risultato che ha spostato la sua squadra al di sopra dell'AFC Bournemouth al primo posto.
García ha segnato nel 3–0 del Middlesbrough contro il Brentford il 15 maggio 2015, che ha fatto avanzare la squadra di casa alla finale dei play-off con un totale di 5–1. È stato una riserva nella partita decisiva, una sconfitta per 0–2 contro il Norwich City allo Stadio di Wembley.
Il 15 agosto 2015, García ha segnato la sua prima doppietta per il Middlesbrough, un doppio gol nel primo tempo in una vittoria casalinga per 3–0 contro il Bolton Wanderers. Ha segnato e fornito un assist a Christian Stuani il 19 dicembre in una vittoria per 3–0 contro il Brighton & Hove Albion, ponendo fine all'imbattibilità della squadra di casa e mettendo gli avversari in cima alla classifica del campionato.

### Eibar
Gli ingaggi degli attaccanti David Nugent e Jordan Rhodes al Middlesbrough hanno portato a speculazioni sul futuro di García nella squadra, creando ulteriori pressioni per la sua inclusione nella formazione titolare. Dopo l'interesse da parte delle squadre della stessa lega, Leeds United e Wolverhampton Wanderers, ha lasciato e il 2 febbraio 2016 ha firmato per l'SD Eibar nella massima serie, ma una registrazione tardiva ha fatto sì che non fosse eleggibile per giocare fino alla stagione successiva.
García ha finalmente fatto il suo debutto per i baschi il 19 agosto 2016, partendo in una sconfitta esterna per 2–1 contro il Deportivo de La Coruña. Ha segnato sette gol nella sua prima stagione – nove in tutte le competizioni – contribuendo a un decimo posto in classifica.
Il 1º maggio 2021, García ha segnato tutti i gol della sua squadra nella vittoria casalinga per 3–0 contro il Deportivo Alavés. Ha totalizzato 12 gol per la stagione, che ha portato infine alla retrocessione come ultimi in classifica.

### Osasuna
García ha continuato nella massima serie spagnola nella pausa estiva del 2021, diventando un free agent e unendosi al CA Osasuna con un contratto triennale e una clausola di rescissione di €15 milioni. Ha segnato il suo primo gol per la nuova squadra il 29 agosto, dal dischetto del rigore in una vittoria per 3–2 contro il Cádiz CF.

### Alavés
Il 13 agosto 2023, García ha firmato un accordo biennale con il Deportivo Alavés, recentemente promosso nella massima serie..

### Nazionale
García è stato convocato nella squadra Under-20 della Spagna nel giugno del 2009, per i Giochi del Mediterraneo di quell'anno. HEra anche nella lista di Luis Milla per il Campionato Mondiale FIFA U-20 del 2009.

## Palmarès

### Nazionale
- Giochi del Mediterraneo: 1

 Pescara 2009

### Individuale
- Capocannoniere della Coppa di Spagna: 1

2022-2023 (5 reti)